# HDMS Hvidbjørnen (F360)
Le HDMS Hvidbjørnen (F360) est une frégate de la classe Thetis de la Marine royale danoise. Son nom signifie « ours polaire » en vieux danois. Ce patrouilleur est entré en service le 30 novembre 1992.

## Description
Le HDMS Hvidbjørnen a une longueur hors-tout de 112,30 m, un maître-bau de 14,40 m et un tirant d'eau de 6 m. Il est propulsé par trois moteurs diesels MAN B&W Diesel produit par MAN Diesel, une filiale de MAN basée en Allemagne. Il a un navire-jumeau, le HDMS Thetis (en).

## Histoire
Le HDMS Hvidbjørnen est entré en service le 30 novembre 1992. En 2009, il a participé, avec le HDMS Ejnar Mikkelsen et des éléments aériens, à des exercices de souveraineté et de recherche et sauvetage au large du Groenland.